# Scoresby Sund
Scoresby Sund  (Grenlandski: Kangertittivaq) je najduži i najdublji fjord na svijetu koji se proteže 350 kilometara i doseže dubinu od 1500 metara na najdubljoj točki. Nalazi se na istočnoj obali otoka Grenland na 70.447972 N i 21.789562 W s izlazom na Grenlandsko more. Osim svojom duljinom i dubinom fjord Scoresby Sund je zanimljiv i zbog toga što se u njegovom središtu nalazi Milne Land, treći po veličini otok obalnog područja Grenlanda. Jedino trajno naselje koje se nalazi u regiji blizu same morske granice fjorda je Ittoqqortoormiit.